# Sudamericano de Rugby B 2003
El Sudamericano de Rugby B del 2003 se jugó en la ciudad de Bogotá, capital de Colombia. Los Tucanes fueron locales por primera vez en un torneo que resultó muy parejo ya que cada selección ganó al menos un partido y también al menos perdió uno. Los 15 de Venezuela se adjudicaron su primer título lo que le valió el ascenso al primer nivel de la Confederación Sudamericana de Rugby y el derecho a disputar el Sudamericano "A" que se disputaría en Chile al año siguiente.

## Ronda de clasificación
Existió un partido preliminar entre Paraguay y Brasil en Asunción, 6 meses antes del comienzo de la competición. Los Yacarés que oficiaron de local en la cancha del Club Universitario de Rugby de Asunción, se quedaron con la contienda y clasificaron al Sudamericano "A" mientras que Los Vitória-régia se resignaron a jugar el "B".
| 22 de abril                          | Paraguay | 27 - 16 | Brasil | cancha del CURDA, Asunción, Paraguay |  |
|                                      |          |         |        | Árbitro(s): Martín Rodríguez         |  |
| Paraguay clasifica al Sudamericano A |          |         |        |                                      |  |

## Equipos participantes
- Selección de rugby de Brasil (Los Vitória-régia)
- Selección de rugby de Colombia (Los Tucanes)
- Selección de rugby de Perú (Los Tumis)
- Selección de rugby de Venezuela (Las Orquídeas)

## Posiciones
Hubo un empate en la tabla de puntos entre Brasil y Venezuela y aunque logró mayor diferencia de tantos el equipo brasilero, el campeonato fue para el país caribeño por vencer el partido en que se enfrentaron por 31 - 16.
| Pos. | Equipo    | Encuentros | Encuentros | Encuentros | Encuentros | Tantos  | Tantos    | Tantos     | Puntos |
| Pos. | Equipo    | jugados    | ganados    | empatados  | perdidos   | a favor | en contra | diferencia | Puntos |
| ---- | --------- | ---------- | ---------- | ---------- | ---------- | ------- | --------- | ---------- | ------ |
| 1    | Brasil    | 3          | 2          | 0          | 1          | 93      | 41        | + 52       | 7      |
| 2    | Venezuela | 3          | 2          | 0          | 1          | 102     | 63        | + 39       | 7      |
| 3    | Colombia  | 3          | 1          | 0          | 2          | 54      | 99        | - 45       | 5      |
| 4    | Perú      | 3          | 1          | 0          | 2          | 42      | 88        | - 46       | 5      |

Nota: Se otorgan 3 puntos al equipo que gane un partido, 2 al que empate y 1 al que pierda

## Resultados[3]

### Primera fecha
| 21 de setiembre | Venezuela | 31 - 16 | Brasil |  |  |
|                 |           | Reporte |        |  |  |

| 21 de setiembre | Colombia | 22 - 17 | Perú |  |  |
|                 |          | Reporte |      |  |  |

### Segunda fecha
| 24 de setiembre | Colombia | 10 - 35 | Brasil |  |  |
|                 |          | Reporte |        |  |  |

| 24 de setiembre | Perú | 25 - 24 | Venezuela |  |  |
|                 |      | Reporte |           |  |  |

### Tercera fecha
| 27 de setiembre | Brasil | 42 - 0  | Perú |  |  |
|                 |        | Reporte |      |  |  |

| 27 de setiembre | Colombia | 22 - 47 | Venezuela |  |  |
|                 |          | Reporte |           |  |  |

| Bandera de Venezuela |
| Campeón Venezuela    |
| Primer título        |